# Bunker Fridolin
Der Bunker Fridolin ist eine Bunkeranlage im nördlichen Gemeindegebiet von Freising. Er liegt zwischen den Gemeindeteilen Untergartelshausen und Pettenbrunn.
Die Anlage wurde zwischen Januar 1961 und 1962 erbaut. Anfang 1965 wurde sie durch die US-Luftwaffe militärisch in Dienst gestellt. Ende 1965 übernahm der Luftwaffenverband der Bundeswehr den Bunker. Der Bunker beherbergte ein Control and Reporting Centre (CRC). Am 1. April 2004 wurde er entmilitarisiert. Heute befindet er sich im Besitz der Stadtwerke Freising, die ihn für zivile Anwendungen zu vermarkten versuchen.
Nordwestlich des Bunkers befand sich eine mit MIM-23 HAWK ausgerüstete Luftabwehrstellung ⊙. Unweit der beiden Anlagen, oberhalb der Ortschaft Haindlfing, liegt die noch in Betrieb befindliche Radarstation Haindlfing mit einem GM 406F (von 1972 bis 2014 Medium Power Radar) zur Luftüberwachung ⊙. Dieses ist seit der Stilllegung des Bunkers Fridolin dem Einsatzführungsbereich 2 unterstellt.